# Медведев, Алексей Сергеевич
Алексе́й Серге́евич Медве́дев (5 января 1977, Павловский Посад, Московская область) — российский футболист и футбольный тренер.

## Карьера

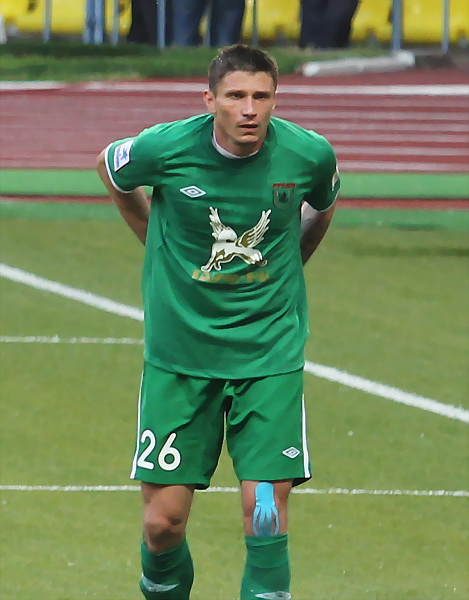
Медведев в «Рубине»

Алексей Медведев — воспитанник СДЮШОР ЦСКА (Москва).
Профессиональную карьеру начал в команде «Спартак-Орехово». После этого играл за подмосковный «Сатурн».
Сезон-2000 начал в составе московского «Динамо». В его составе участвовал в розыгрыше Кубка УЕФА 2000/01 и 2001/02.
В 2002 году вернулся в «Сатурн». В 2005 году на правах аренды играл в «Томи». 31 декабря 2005 года контракт Медведева с «Сатурном» закончился, и он перешёл в самарский клуб «Крылья Советов». В Самаре провёл два года, являясь игроком основного состава.
Перед началом сезона-2008 перешёл в команду первого дивизиона «Сибирь». Игра за новосибирскую команду принесла Алексею успех. В 2008 году он забил победный гол в матче Кубка России против «Зенита». После ухода в «Ростов» Дмитрия Акимова стал ведущим нападающим «Сибири». В 2009 году был выбран капитаном команды. В том сезоне стал лучшим бомбардиром первого дивизиона (18 голов) и помог команде выйти в Премьер-лигу.
20 марта 2010 года в матче 2-го тура против раменского «Сатурна» Медведев забил исторический первый гол «Сибири» в Премьер-лиге. 21 апреля 2010 года, сделав хет-трик в ворота «Алании», впервые вывел «Сибирь» в финал розыгрыша Кубка России (2009/10) и на международную арену — в Лигу Европы (2010/11). 29 июля 2010 года забил первый гол «Сибири» в еврокубках, поразив ворота кипрского «Аполлона».
В матчах «Сибири» против ПСВ участия не принял, так как 11 августа 2010 года перешёл в «Рубин», заключив контракт с казанским клубом до 2012 года. Сумма трансфера составила около 1 млн долларов. Во втором матче за «Рубин» Медведев открыл счёт своим голам, поразив ворота «Сатурна». Принял участие в трёх матчах группового этапа Лиги чемпионов (2010/11) и одном — плей-офф Лиги Европы, выходя на замену (из этих четырёх игр три — домашние, одна — на «Ноу Камп» против «Барселоны»). В 2011 году забил 2 гола в чемпионате России (в ворота «Томи» и «Зенита») и 1 мяч киевскому «Динамо» в квалификации Лиги чемпионов (2011/12), где сыграл во всех четырёх матчах (против «Динамо» и «Лиона»). Всего отыграл за «Рубин» 44 матча и забил 5 голов.
29 декабря 2011 года досрочно вернулся в «Сибирь», подписав контракт на 2,5 года. 17 февраля 2013 года на правах аренды перешёл в «Спартак-Нальчик». В сезоне 2012/13 ФНЛ с 12 мячами (6 из которых забил за «Сибирь» и 6 — за нальчан) стал четвёртым с списке бомбардиров. В 20 матчах следующего сезона не отличился ни разу и в феврале 2014 года перешёл в команду ПФЛ «Химки».
С 18 июня 2014 года вернулся в «Сатурн» после того, как клуб заявился в ПФЛ. Летом 2015 года, когда команда решила пропустить первенство ПФЛ 2015/16 из-за финансовых проблем, завершил карьеру. Возобновил её в апреле 2016 года, после подачи «Сатурном» документов на очередное вступление в ПФЛ. Однако на сезон 2016/17 года не был внесён в заявку «Сатурна» в качестве игрока, а 19 июля 2016 года был заявлен за тульский «Арсенал-2» как тренер. В 2015 году в Москве открыл собственную школу по футболу. В дальнейшем стал играть на любительском уровне в командах Москвы и Московской области в III дивизионе и турнирах ЛФЛ (8×8).
31 августа 2019 года провёл первый матч за любительский клуб «Эгриси» в рамках Высшего дивизиона любительского турнира Северо-Восточной лиги ЛФЛ, где забил два гола команде «Герта-Отрадное». Некоторое время с 16 февраля 2020 года был играющим тренером команды в связи со стажировкой Антона Попова. Последний матч за команду провёл 27 февраля 2021 года и покинул её по инициативе Василия Уткина.
25 февраля 2020 года стал главным тренером красногорского «Зоркого», подписав контракт до конца сезона в ПФЛ. Следующий сезон начал в должности главного тренера «Коломны». С 1 сентября по 1 ноября 2020 года возглавлял команду «Пересвет» (Домодедово). С 25 декабря 2020 года по июнь 2021 года возглавлял клуб «Красный» из Смоленской области, выступавший в группе 3 Первенства ПФЛ.
С 9 июня 2021 года — главный тренер раменского «Сатурна». По окончании годичного контракта покинул клуб. В январе 2023 года стал главным тренером медиафутбольной команды Hardcore Media, а в конце июня того же года возглавил «Новосибирск», где затем работал до 14 августа 2024 года.

## Достижения
- Лучший нападающий и бомбардир (18 голов) первого дивизиона: 2009[6]
- Лучший бомбардир (24 гола) и победитель зоны «Центр» второго дивизиона: 1998
- Финалист Кубка России 2010
- Бронзовый призёр чемпионата России 2010
- Бронзовый призёр группы «Запад» первенства ФНЛ: 2012/13